# Quesnelia augusto-coburgii
Quesnelia augusto-coburgii är en gräsväxtart som beskrevs av Heinrich Wawra. Quesnelia augusto-coburgii ingår i släktet Quesnelia och familjen Bromeliaceae. Inga underarter finns listade i Catalogue of Life.